# Lista de emissoras de televisão da Paraíba
Esta é uma lista de emissoras de televisão do estado brasileiro da Paraíba. São 13 emissoras concessionadas pela ANATEL. Pela lei, uma Retransmissora de Televisão (RTV) fora da Amazônia Legal pode gerar programação local limitada e não pode vender espaços comerciais (caso da TV Câmara João Pessoa). As emissoras podem ser classificadas pelo nome, canal analógico, canal digital, cidade de concessão, razão social, afiliação e prefixo.

## Canais abertos
| Nome                  | CV | CD | Concessão      | Razão social                             | Afiliação                                  | Prefixo |
| --------------------- | -- | -- | -------------- | ---------------------------------------- | ------------------------------------------ | ------- |
| Rede ITA              | 18 | 18 | Campina Grande | Fundação Pedro Américo                   | TV Cultura                                 | ZYP 295 |
| TV Arapuan            | 14 | 23 | João Pessoa    | Sociedade Paraibana de Comunicação Ltda. | Rede Bandeirantes                          | ZYB 277 |
| TV Assembleia PB      | 8  | 41 | João Pessoa    | Senado Federal                           | .1 TV Senado .3 Paraíba Educa .4 TV Câmara | ZYP 283 |
| TV Borborema          | 9  | 30 | Campina Grande | Televisão Borborema S/A                  | SBT                                        | ZYQ 802 |
| TV Cabo Branco        | 7  | 19 | João Pessoa    | Televisão Cabo Branco Ltda.              | TV Globo                                   | ZYB 270 |
| TV Câmara João Pessoa | 6  | 39 | João Pessoa    | Câmara dos Deputados                     | .1 TV Câmara .3 TV Cidade João Pessoa      | ZYP 318 |
| TV Correio            | 12 | 17 | João Pessoa    | Empresa de Televisão João Pessoa Ltda.   | Record                                     | ZYP 279 |
| TV Maior              | 11 | 35 | Campina Grande | Empresa de Comunicação Piemonte Ltda.    | TV Evangelizar                             | ZYP 260 |
| TV Miramar            | 4  | 24 | João Pessoa    | Fundação Virginius da Gama e Melo        | TV Cultura                                 | ZYP 268 |
| TV Norte Paraíba      | 10 | 16 | João Pessoa    | Rádio e Televisão O Norte Ltda.          | RedeTV!                                    | ZYB 272 |
| TV Paraíba            | 3  | 21 | Campina Grande | Televisão Paraíba Ltda.                  | TV Globo .2 Campina Grande na Escola       | ZYB 271 |
| TV Tambaú             | 5  | 31 | João Pessoa    | Televisão Tambaú Ltda.                   | SBT                                        | ZYB 273 |
| TV UFPB               | 43 | 43 | João Pessoa    | EBC - Empresa Brasil de Comunicação S/A  | TV Brasil                                  | ZYP 285 |

## Canais fechados
- TV Cidade João Pessoa
- TV Master
- TV Nordestina
- TV Ponta dos Seixas
- TV Diário do Sertão